# Такерман, Генри Теодор
Ге́нри Те́одор Та́керман (англ. Henry Theodore Tuckerman; род. 20 апреля 1813 года в Бостоне, Массачусетс, США — ум. 17 декабря 1871 года в Нью-Йорке, США) — американский писатель, эссеист, литературный и художественный критик.

## Биография

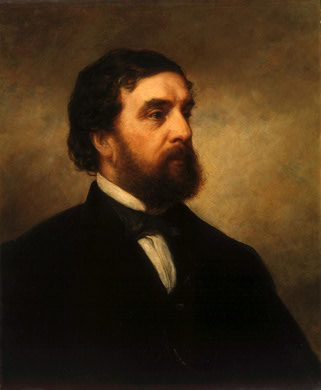
Портрет Генри Теодора Такермана кисти Дэниела Хантингтона

Родился в 1811 (в 1813?) году в Бостоне. Проходил обучение в Бостонской Латинской школе. В 1833 году вынужден был прервать обучение из-за плохого состояния здоровья, после чего отправился в Италию, где и проникся интересом к искусству.
Под впечатлением от нескольких поездок в Европу в 1835 году им было написано дебютное искусствоведческое эссе «The Italian Sketch-Book». В последующие годы Такерман более подробно изучал искусство, знакомился с литераторами и художниками. Одна из последующих работ, «Thoughts on the Poets», была высоко оценена, в том числе и за пределами США, будучи переведённой в Германии. Ещё больший успех получили критические эссе «Characteristics of Literature» и «Essays, Biographical and Critical».
Как писатель-прозаик Генри Такерман прославился благодаря книгам «The Optimist», «The Criterion, or the Test of Talk about Familiar Things». Проявил себя и в качестве поэта («The Spirit of Poetry», «Poems»).
Помимо литературной критики, Такерман был также известен и как художественный критик. Одним из наиболее известных трудов Такермана остаётся «Book of the Artists», написанный в 1867 году, в котором автор описывает свои воззрения на американскую живопись от колониальных времён до живописи своих современников. Несмотря на значимость работы для своего времени, современные исследователи оценивают её главным образом как некомпетентную. Такерман был сторонником развития отечественной школы американского искусства, в которой на первый план ставил ландшафтную живопись.
С 1845 года жил и работал в Нью-Йорке, где и умер в 1871 году.